# Trézilidé
Trézilidé település Franciaországban, Finistère megyében. Lakosainak száma 403 fő (2022. január 1.). Trézilidé Mespaul, Plougoulm, Plouzévédé és Tréflaouénan községekkel határos.

## Népesség
A település népessége az elmúlt években az alábbi módon változott:
| Lakosok száma | 272  | 213  | 214  | 267  | 300  | 350  | 382  | 392  | 401  | 403  |
|               | 1968 | 1982 | 1990 | 2006 | 2013 | 2015 | 2017 | 2019 | 2020 | 2022 |